# Catàleg Gliese
El Catàleg Gliese és el nom habitual de qualsevol dels tres catàlegs d'estels propers compilats per Wilhelm Gliese —i més tard també per H. Jahreiss— en 1957, 1969 i 1993. Les entrades del catàleg comencen per Gl o GJ. El Catàleg Gliese intenta recollir tots aquells estels que s'hi troben a menys de 25 parsecs (81,5 anys llum) del sistema solar. Així, figuren tots els estels amb paral·laxi trigonomètrica major o igual a 0,0390 segons d'arc, àdhuc sent evident per fotometria o altres mètodes que l'estel s'hi troba a una distància més llarga.
Els nombres compresos entre 1.0 a 965.0 corresponen a la segona edició, Catalogue of Nearby Stars (1969). Dins d'aquests, els nombres enters representen estels que figuraven en la primera edició, mentre els nombres amb un punt decimal van ser utilitzats per inserir nous estels a la segona edició sense destruir l'ordre original. Els nombres entre 9001 a 9850 són del suplement Extension of the Gliese Catalogue (1970). Els nombres entre 1000 i 1294, així com els compresos entre 2001 a 2159, corresponen al suplement Nearby Star Data Published 1969-1978; mentre que les entrades entre 1000 i 1294 són d'estels propers, les incloses entre 2001 i 2159 són d'estels "presumiblement" propers. Els nombres entre 3001 i 4388 corresponen a la Preliminary Version of the Third Catalogue of Nearby Stars (1991). Encara que aquesta versió del catàleg fora anomenada preliminar, encara està en ús. La major part de les 3803 estels d'aquesta versió tenien ja nombres GJ, però també hi havia 1388 encara sense numerar. La necessitat d'anomenar aquestes últimes va donar lloc a la numeració entre 3001 i 4388.

## Exemples notables d'estels coneguts pel seu nombre Gliese
Moltes dels estels propers al Sistema solar no posseeixen denominació de Bayer ni de Flamsteed, i són comunament conegudes pel seu nombre al Catàleg Gliese. En la taula següent es recullen algunes de les quals, per un o un altre motiu, desperten un major interès.
| Estel        | Nom alternatiu | Constel·lació | Distància(Anys llum) | Característiques destacables                                                             |
| ------------ | -------------- | ------------- | -------------------- | ---------------------------------------------------------------------------------------- |
| Gliese 229   | HD 42851       | Llebre        | 18,8                 | Sistema binari compost per una nana vermella i una nana marró                            |
| Gliese 317   | LHS 2037       | Brúixola      | 29,9                 | Nana vermella amb un planeta extrasolar confirmat i un possible segon planeta            |
| Gliese 436   | LHS 310        | Lleó          | 33,4                 | Nana vermella també amb un planeta extrasolar confirmat i un segon planeta per confirmar |
| Gliese 570   | HR 5568        | Balança       | 19,2                 | Sistema compost per una nana taronja, dues nanes vermelles i una nana marró              |
| Gliese 644   | Wolf 630       | Serpentari    | 18,7                 | Sistema estel·lar quíntuple; totes les seves components són nanes vermelles              |
| Gliese 710   | HD 168442      | Serpent       | 63,0                 | L'estel que en un futur causarà una major pertorbació gravitatòria en el sistema solar   |
| Gliese 777   | HD 190360      | Cigne         | 51,8                 | Estel binari amb dos planetes extrasolars al voltant de l'estel principal                |
| Gliese 842.2 | HIP 108467     | Cefeu         | 68,0                 | Nana vermella envoltada per un disc circumestel·lar de pols de gran massa                |